# خولة حمدي
خولة حمدي كاتبة تونسية، وأستاذة جامعية في تقنية المعلومات بجامعة الملك سعود بالرياض.
ولدت 1984 بتونس العاصمة، وحصلت على شهادة في الهندسة الصناعية وماجستير من مدرسة «المناجم» في مدينة سانت إتيان الفرنسية سنة 2008، وعلى الدكتوراه في بحوث العمليات (أحد فروع الرياضيات التطبيقية) من جامعة التكنولوجيا بمدينة تروا بفرنسا سنة 2011.
روايتها الأولى هي "في قلبي أنثى عبرية"، ثم بعد ذلك صدور الرواية الثانية لها سنة 2012 تحمل عنوان في قلبي أنثى عبرية" وهي مستوحاة من قصة حقيقية ليهودية تونسية (ندى) دخلت الإسلام بعد تأثرها بشخصية طفلة (ريما) مسلمة يتيمة الأبوين صمدت في وجه الحياة بشجاعة، وبشخصية شاب لبناني (أحمد) مقاوم ترك بصمة في حياتها.

## الحياة المُبكّرة والتعليم
حصلت حمدي على شهادة في الهندسة الصناعية كما حصلت على درجة الماجستير في الإدارة من كلية الإدارة في سانت إتيان بفرنسا في عام 2008. بحلول عام 2011، حصلت الكاتبة التونسيّة على درجة الدكتوراه، وكانت قد نالت الماجستير في الرياضيات التطبيقية في فرع بحوث العمليات من جامعة تروي التكنولوجية في فرنسا.

## المسيرة المهنيّة

### البداية
دخلت خولة حمدي عالم الكتابة والتأليف والنشر بكتاب «أحلام الشباب». عكس هذا الكتاب ذكريات فتاة مسلمة وصدر في 320 صفحة باللّغة العربية عام 2006. صدر كتابها الثاني بعنوان في قلبي أنثى عبريّة باللغة العربية في عام 2012، وفيه تحكي قصّة حقيقية لفتاة يهودية تونسية اعتنقت الإسلام بعد أن تأثرت بشخصية الفتاة المسلمة اليتيمة، واهتمَّت بشاب لبناني من جبهة المقاومة الوطنية اللبنانية. يُعرف هذا الكتاب بأنه أحد الروايات الأكثر مبيعًا وقد تمَّت إعادة طبعه أكثر من 47 مرة حتى الآن.
صدر كتاب «غربة الياسمين» للكاتبة التونسيّة عام 2015، وفيه تناولت مشاكل اللاجئين العرب في فرنسا. كان عمل «أن تبقى» هو كتاب خولة حمدي التالي، الذي نُشر عام 2016. تُركّز الرواية على مشاكل اللاجئين العرب في أوروبا وهويتهم المزدوجة. كتابها التالي كان بعنوان «أين المفر» الذي صدر عام 2018. يتفحّصُ هذا الكتاب الثورات التي حدثت في العالم العربي وخاصة تونس.

### النتاج الأدبي
أحلام الشباب
صدر هذا الكتاب باللغة العربية وفي شكل رواية تناولت فيها خولة رغبات وتطلعات الشباب كما صوَّرت فيهِ ذكريات فتاة مسلمة. تتحدث خولة في الكتاب عن مرام بطلة الرواية وهي طالبة طبّ في العشرينات من عمرها. درست في الكلية لمدة عامين، فتغيَّرت أشياء كثيرة في حياتها كما تقول. لا تعرفُ مرام ما إن كان السبب أنها كبرت، لكنها متأكدة في الوقت نفسه أنَّ النضج الفكري ليس له علاقة كبيرة بالعمر. حصلت تغييرات كبيرة في حياتها جعلتها تشعرُ بالفرق، فقد تغيَّرت البيئة وتغير الأصدقاء والمعارف بل فقدت بعض أصدقائها وكوَّنت صداقات جديدة. ترى مرام أنَّ الحياة لا تتوقف وتستمر، كما تكتبُ ذكرياتي الخاصة معتقدةً أنَّ كل جزء من الحياة مهم وله قيمة خاصة بالنسبة لها، لأنها ترى أرى أن كل فرد متميز بطبيعته وذلك لأن الله القدير خلقه أو خلقها مختلفًا عن الآخرين كما ترى، وعليه فكلُّ فرد استثنائي ولا يمكن أن يوجد إلا مرة واحدة وهذه التجربة فريد من نوعها. تُحبّ مرام الدخول فيما تُسمّيه الحديث الفلسفي لكنَّ أكثر ما تحبّه هو كتابة وتدوين مذكراتها. صدر هذا الكتاب باللغة العربية في نحو 320 صفحة عام 2006.
في قلبي أنثى عبريّة
صدر كتاب في قلبي أنثى عبريّة باللغتين العربية والفارسية. يُوضّح هذا الكتاب العديد من القضايا المعاصرة في العالم العربي مثل الغلط وسوء التفاهم حول موضوعي الإسلام والحجاب. تدور القصّة حول ريما وهي فتاة تونسية مسلمة مات والداها. كانت آخر كلمات والدتها لجارها اليهودي، يعقوب أن طلبت منهُ تربية ريما تربية إسلاميّة. قبل يعقوب رعاية ريما فكبُرت الفتاة المراهقة وبدأت في ارتداء الحجاب الإسلامي. زوجة يعقوب تانيا لا تتسامحُ مع حجاب ريما وتجد أن أطفالها اليهود مهتمون أيضًا بالحجاب الإسلامي بسبب ريما، فترى ريما تهديدًا لأطفالها وتطلب من يعقوب الاختيار بين ريما وعائلتها. نتيجةً لذلك، يُرسل يعقوب ريما إلى منزل أخته في لبنان. هناك، أساء زوج أخت يعقوب معاملة ريما ثم أُجبرت على الانتقال إلى مكانٍ آخرٍ تعرفت فيهِ على ندى. تتحدثُ الرواية باختصار عن قصّة حبٍ وعن التعايش بين الأديان. صدر هذا الكتاب باللغة العربية في نحو 388 صفحة عام 2012.
غربة الياسمين
صدر هذا الكتاب باللغة العربية في شكل رواية أيضًا. ناقشت خولة في هذه الرواية كيف يُمكن أن يكون من الصعب على اللاجئين العرب والمسلمين التكيّف مع المجتمع الفرنسي. الشخصية الرئيسية في هذه الرواية هي فتاةٌ مسلمةٌ ترتدي الحجاب وتُواجه مشاكل في المجتمع بسببه. صدر هذا الكتاب باللغة العربية في نحو 407 صفحات عام 2015. تتناولُ الرواية تحديدًا قصّة ياسمين وعلاقتها مع والدتها فاطمة وكذا علاقتها مع المجتمع بشكل عام. أخبرتْ فاطمة ابنتها وهي صغيرة عن زهرة ياسمين التي جاء اسمها منها، بل قالت إن زهرة ياسمين مقتنعة دائمًا أنها على حقّ، كما أكَّدت لها أنَّ هذا النبات لا يحتاجُ إلى عناية كبيرة، فتكفي قطرة واحدة من السماد في كلّ ربيع، لذا فلا حاجة للري في المجمل. تُفضّل جميع أنواع أزهار الياسمين أن تنمو في مكان مشمس ولكنها تتسامح أيضًا مع وجود الظل كما تقول فاطمة لابنتها، وتُؤكّد أيضًا على أنَّ الشمس التونسية مناسبة لازدهار وإكمال شخصية هذه الزهرة، لكنها تتمتع بالقدرة على تحمّل الظل والطقس البارد لأوروبا. مثل الياسمين الأبيض المتوسطي، وهو رقيق للغاية في المظهر ولكنه قوي الشخصية. ينقل عطر ياسمين الفريد إحساسًا بالصدق تفتقرُ إليه الورود الأخرى. لم تسأل ياسمين عن أهمية المشاعر التي تجلبها هذه الزهرة. كانت تعلم أن إعطاء امرأة زهرة الياسمين يعني أحيانًا: «لماذا لم تحبني أبدًا؟»، كما أعطاها والدها ياسمين لأمها. كانت هذه آخر هدية قدمها والدها لأمها لأنه تهرَّب من حضانة ياسمين بعد الطلاق. بعد ذلك لم تقبل والدتها حبّ أحد لأنها كرست نفسها لمحبة ياسمين. شعرت ياسمين بشكلٍ متزايدٍ بغياب والدها يوما بعد يوم، ثمّ وبمرور الوقت أصبحت أكثر ثقة بأنها ستضيعُ بدونه. كانت تعلم أن كونك أجنبيًا لم يكن تجربة سهلة، ومع ذلك فقد وافقت على القيام بالرحلة وخوض التجربة. كانت والدتها قد علمتها كيف يكون الياسمين حقيقيًا، لكنها ربما تغاضت عن الحقيقة المرّة: عندما تتركُ ترابها، تتلاشى الياسمين بسرعة وتلتفُّ بشكلٍ ما في الجفاف.
أن تبقى
ناقشت خولة حمدي في هذه الرواية مصاعب هجرة المسلمين وما إذا كانت تستحقّ ذلك. صدر هذا الكتاب باللغة العربية في 383 صفحة عام 2016. تتناولُ الرواية قصّة شخصيّة كانت تعيشُ حياة عاديّة إلى أن قررت إجراء تغييرات في مسار حياتها والقيام بشيء غير عادي لإخراجها مما كان تصفهُ بالجحيم العبثي. في إحدى ليالي الخريف، صعدت هذه الشخصيّة على القارب الذي توقَّف على الشاطئ، فتلاشى لها ضوءُ القمر من حياتها وأصبحت حياتها تلك سلسلة ارتجالات من الحالات الاستثنائية. خاضت هذه الشخصيّة مغامرات مختلفة وعرّضت حياتها للخطر عدة مرات. لقد اقتربت من حدود الموت بالغرق وحرمت نفسها من العدالة حتى أنها كادت أن تسقط في عالم الموتى. وجدت نفسها مرارًا وتكرارًا تأملُ في العودة إلى حياتها الرتيبة دون إثارة. كانت خائفة من أن تُنسى في الزاوية وتموت وحدها، بل كانت تخشى أن تكون قد دمَّرت حياتها الطبيعية من أجل لا شيء.
أين المفر
صدر هذا الكتاب باللغة العربية كما هي كلّ أعمال الكاتبة التونسيّة. تناولت فيها بشكل أساسي الثورة التونسية وتأثيرات هذه الثورات الفاشلة – أو بالأحرى التي فشلت فيما بعد – على الشعب. تُحكَى الرواية من جديدٍ – وكما هي معظم أعمال الكاتبة – على لسان شخصيّة كان بإمكانها مجازًا رسم صورة بسيطة عن حياتها، لكنها أدركت لاحقًا أن الأمر كلّه مجرد معاناة. كل معاناة تصور مسارًا مختلفًا، معبرة عن معاني معيّنة لم تكن على دراية بها. كان على كل معاناة أن تبحث مجازًا عن المعاناة التالية لتجد طريقها. في هذه الأثناء كانت تبحث عن طريقة للتخلص من كل هذا العناء فتمنَّت أي حدثٍ مثل الإعصار أن يهزَّ أركان حياتها الرتيبة. بحثت هذه الشخصيّة – أو بالأحرى بطلة الرواية – عن دافعٍ للاستمرار حينما بدا لها كل شيء باطل، فشبَّهت ما يجري لها بقصّة الصياد الذي يصطادُ سمكة ثم يلقيها في البحر وينتظر سمكة أكبر. جديرٌ بالذكرِ هنا أنَّ هذا الكتاب كان قد صدر باللغة العربية في 431 صفحة عام 2018.

## أعمالها الروائية
- في قلبي أنثى عبرية 2012
- غربة الياسمين 2014
- أن تبقى 2016.
- أين المفر 2017.
- أحلام الشباب (نسخة غير رسمية)
- أرني أنظر إليك 2020[49]
- ياسمين العودة[50]
- ياسمين أبيض